# Herrens himmelsfärds kyrka, Popučke
Herrens himmelsfärds kyrka (serbisk kyrilliska: Црква Вазнесења Господњег; latinska: Crkva Vaznesenja Gospodnjeg) är en serbisk-ortodox kyrkobyggnad belägen i byn Popučke i staden Valjevo, i den statistiska regionen Šumadija och västra Serbien i Serbien.
Kyrkan är helgad åt Kristi himmelsfärd och tillhör Valjevos stift.

## Historik
Kyrkans historia går tillbaka till år 1993, då det blev tillåtet att uppföra byggnaden. Kyrkans ritades av arkitekt Milosavljević.

## Kyrkan
- Kyrkan är byggd i serbisk-bysantinsk stil.[1]
- Ikonerna är tillverkade av Mica Paramentić.[1]
- Installationen av ikonostasen började den 18 augusti 2005.[1]

## Bilder

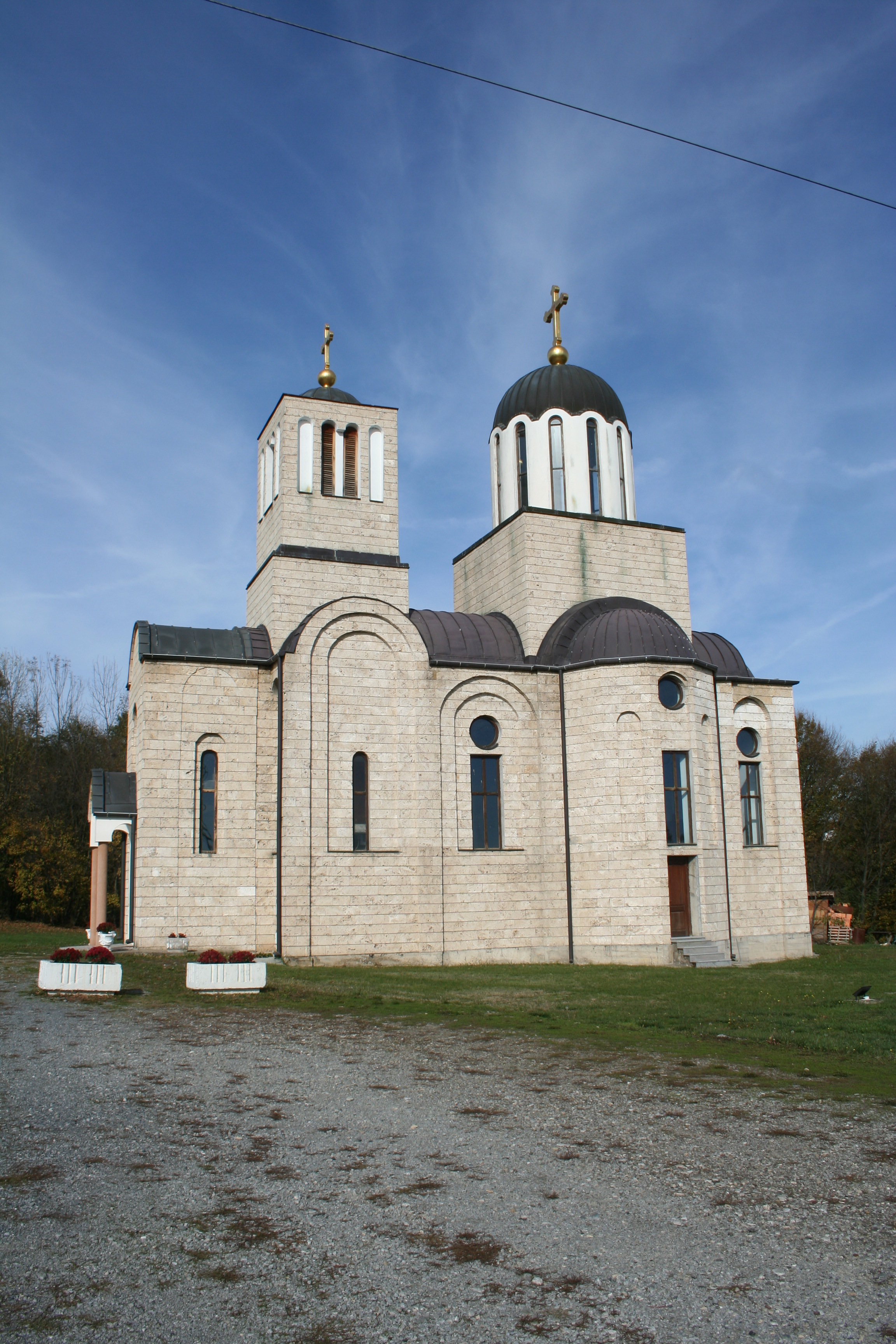
Kyrkan från sidan.